# Stresow (Berlino)

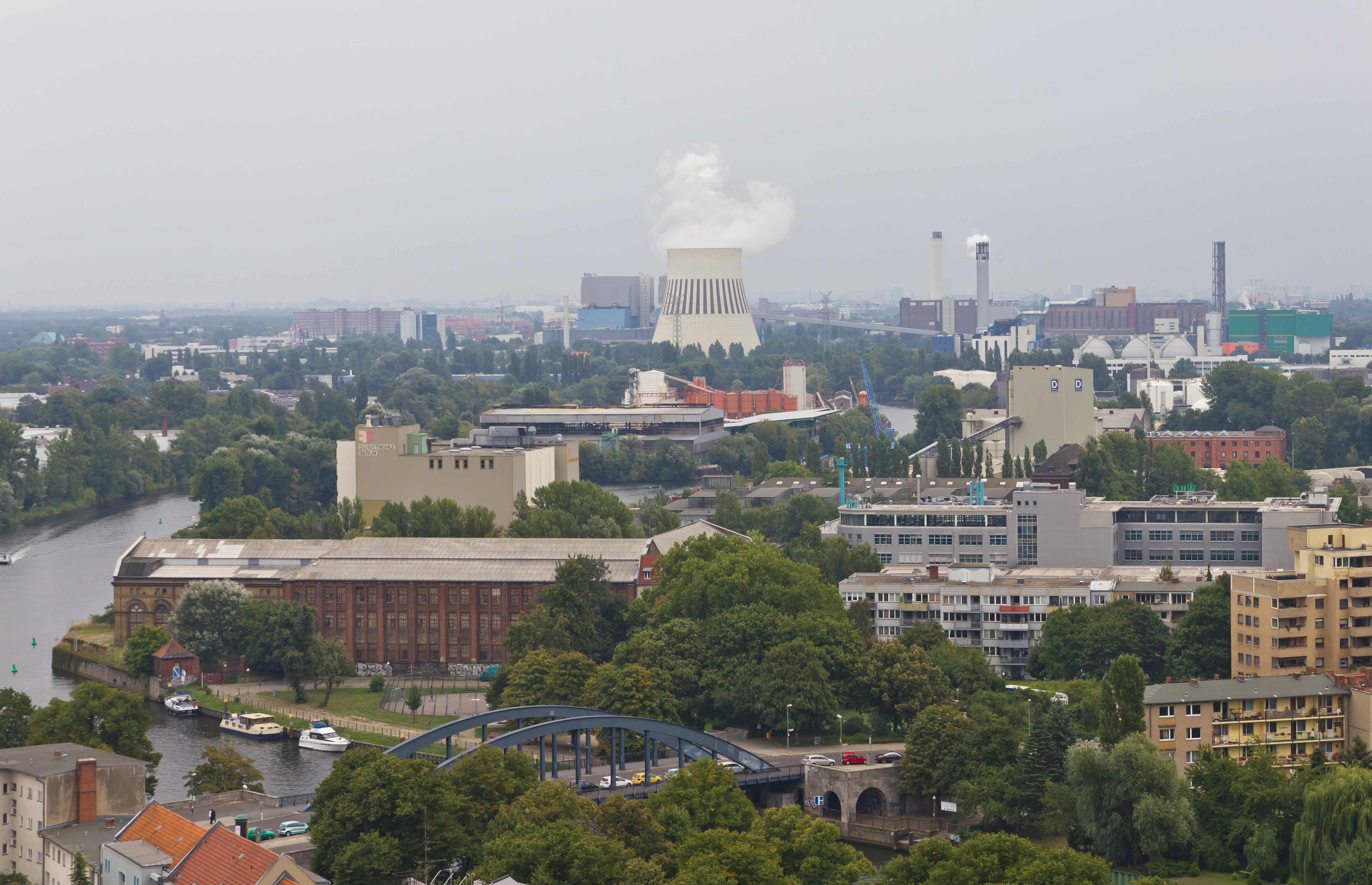

Stresow è una località del quartiere Spandau di Berlino.
Stresow si trova sulla riva sinistra della Havel, di fronte alla città vecchia di Spandau.
A Stresow vi erano importanti installazioni militari, difese da mura bastionate (Spandau era una città-fortezza). Anche l'originaria stazione ferroviaria di Spandau si trovava in località Stresow.